# Ari Valvee
Ari Valvee (ur. 1 grudnia 1960 w Eurze) – fiński piłkarz występujący na pozycji napastnika.

## Kariera klubowa
Valvee karierę rozpoczynał w 1977 roku w drużynie EuPa Eura. W 1978 roku przeszedł do pierwszoligowej Haki. W sezonie 1982 zdobył z nią Puchar Finlandii. Graczem Haki był przez sześć sezonów, a potem odszedł do szwedzkiego drugoligowca Vasalunds IF. Spędził tam sezon 1984, a potem przeniósł się do fińskiego HJK, z którym w sezonie 1985 zdobył mistrzostwo Finlandii.
W 1987 roku Valvee wrócił do Haki, a w sezonie 1988 wywalczył z nią Puchar Finlandii. W 1990 roku odszedł do trzecioligowego Pallo-Iirot Rauma, gdzie w 1992 roku zakończył karierę.

## Kariera reprezentacyjna
W reprezentacji Finlandii Valvee zadebiutował 30 listopada 1980 w przegranym 0:3 towarzyskim meczu z Boliwią. 4 grudnia 1980 w zremisowanym 2:2 towarzyskim pojedynku z Boliwią strzelił pierwszego gola w kadrze. W latach 1980–1989 w drużynie narodowej rozegrał 46 spotkań i zdobył 8 bramek.